# Kościół św. Judy Tadeusza w Przewozie
Kościół świętego Judy Tadeusza – rzymskokatolicki kościół filialny należący do parafii Najświętszego Serca Pana Jezusa w Nieznaszynie w dekanacie Łany diecezji opolskiej.

## Historia
Świątynia została wzniesiona w 1559 roku we wsi Gierałtowice. Remontowano ją w 1711 roku. W 1937 roku została przeniesiona do Przewozu. Pracami budowlanymi kierował Jerzy Kampa. W 2009 roku budowla została odrestaurowana razem z naprawą organów wykonaną przez firmę Nawrot.

## Architektura
Jest to budowla drewniana jednonawowa, posiadająca konstrukcję zrębową. Świątynia nie jest orientowana. Kościół posiada mniejsze prezbiterium w stosunku do nawy, zamknięte trójbocznie i na jego osi znajduje się zakrystia. Wieża w dolnej kondygnacji jest murowana i posiada kruchtę w przyziemiu, natomiast w górnej części jest drewniana i posiada konstrukcję słupową. Zwieńcza ją gontowy dach namiotowy. Budowla nakryta jest dachem dwukalenicowym, złożonym z gonteów, na dachu znajduje się ośmioboczna wieżyczka na sygnaturkę. Jest ona zwieńczona drewnianym dachem hełmowym i latarnią. Wnętrze świątyni jest otynkowane i nakryte stropami płaskimi. Podłoga składa się z kafli. Chór muzyczny jest podparty dwoma filarami z prostą linią parapetu i znajduje się na nim prospekt organowy z 1939 roku wykonany przez firmę Rieger. Na stropie jest namalowana polichromia przedstawiająca scenę Ostatniej Wieczerzy w nawie i Matkę Bożą w prezbiterium. Ołtarz główny i dwa ołtarze boczne reprezentują styl klasycystyczny.

## Galeria

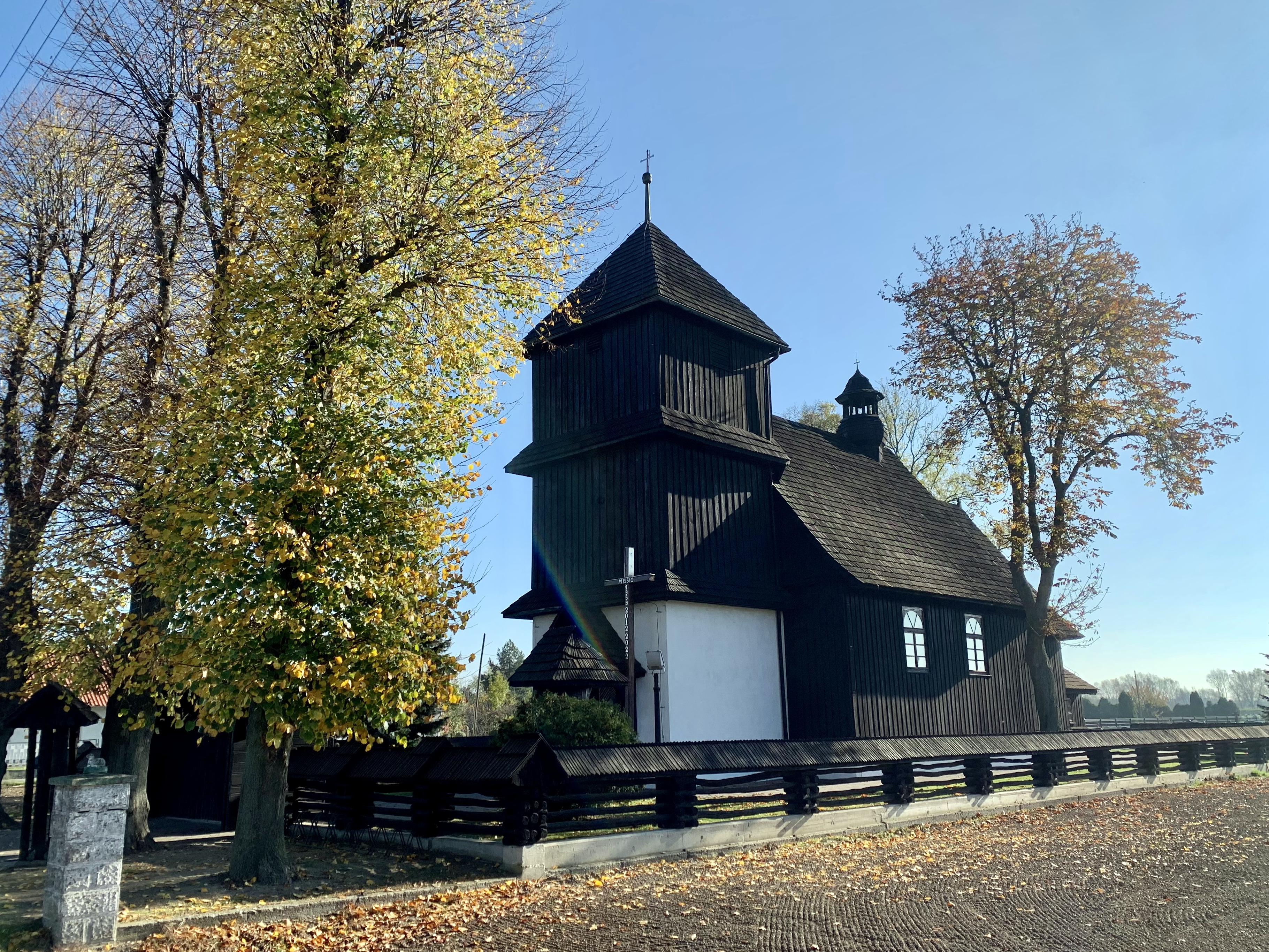
Kościół z zewnątrz
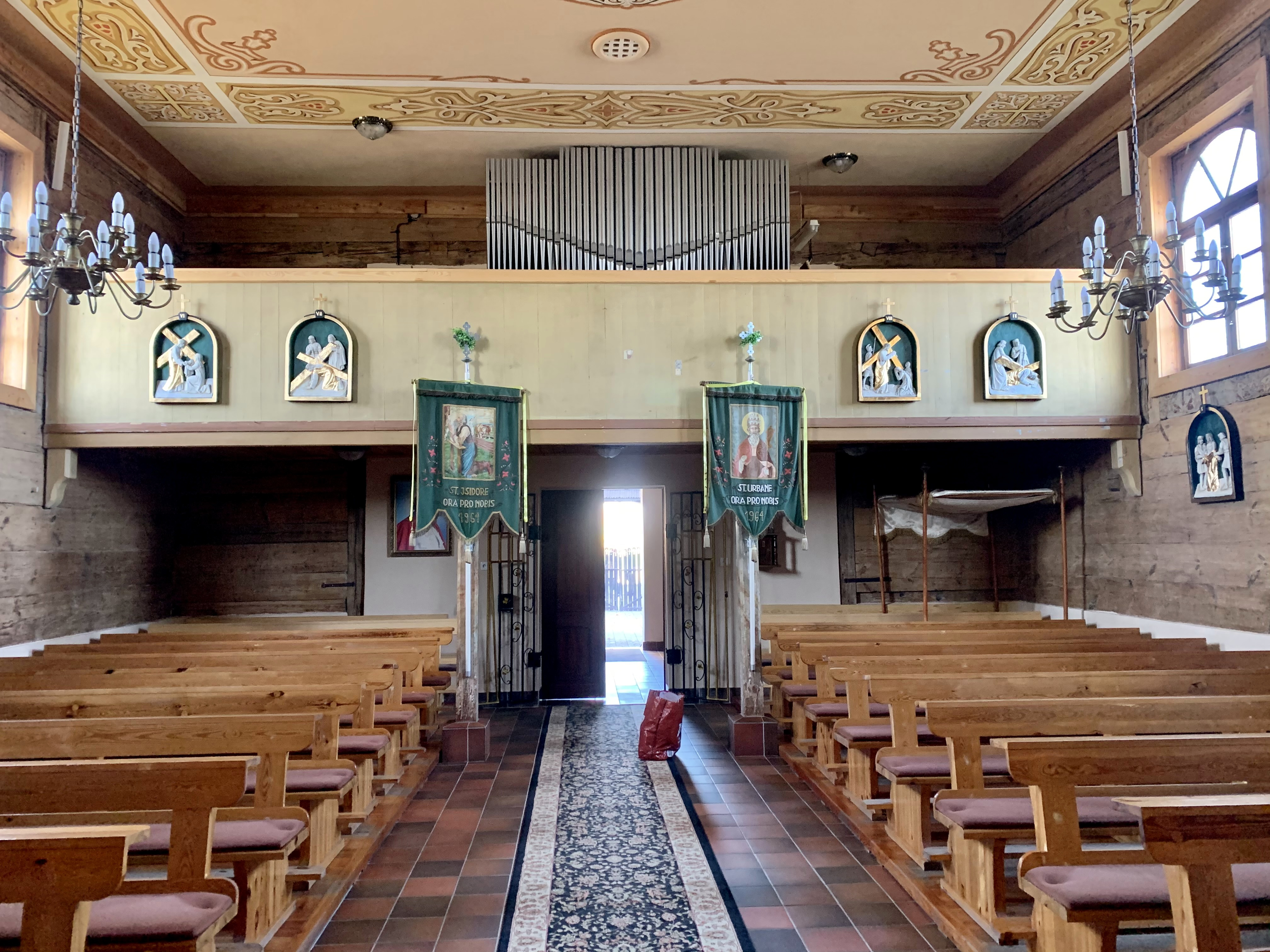
Chór
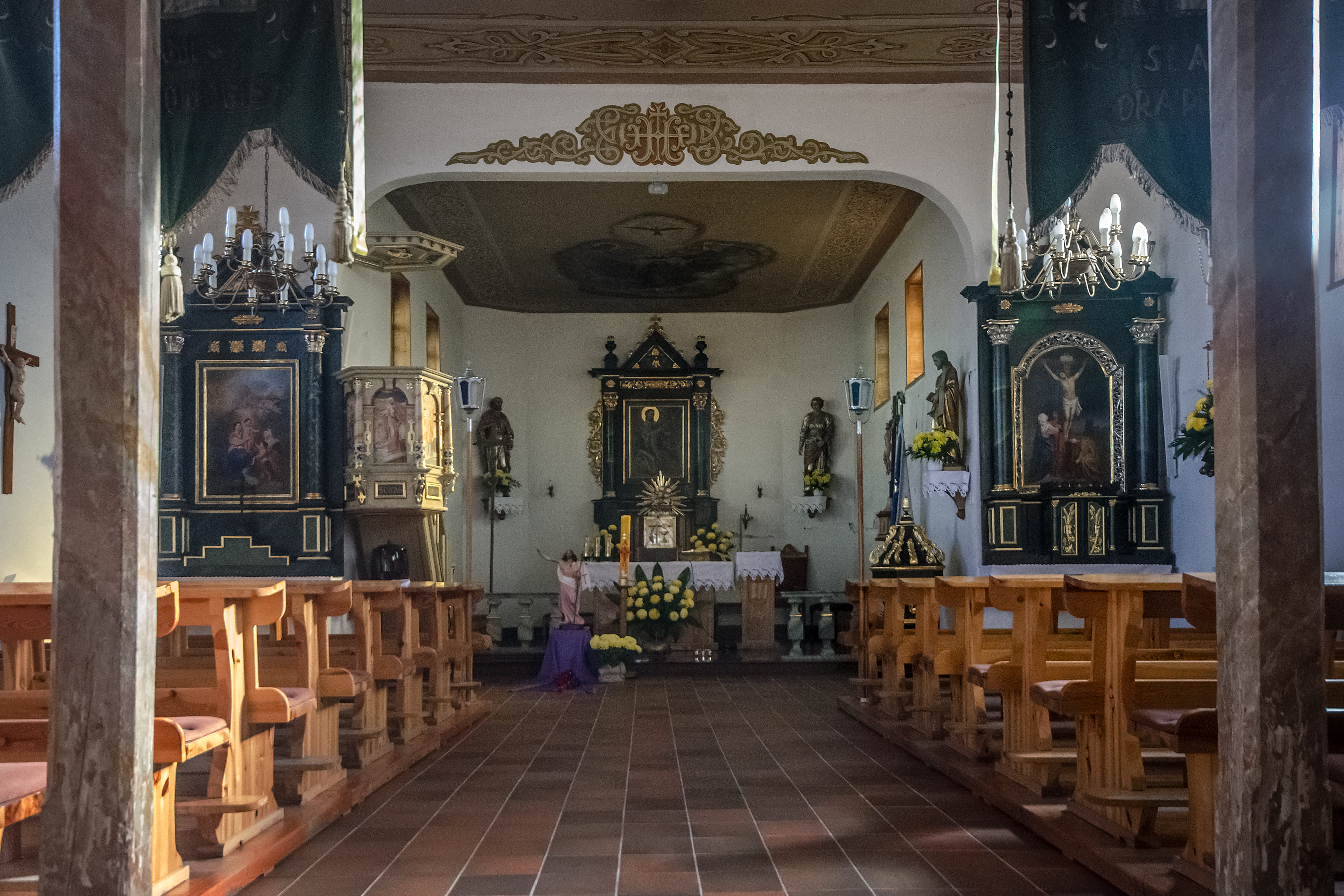
Nawa
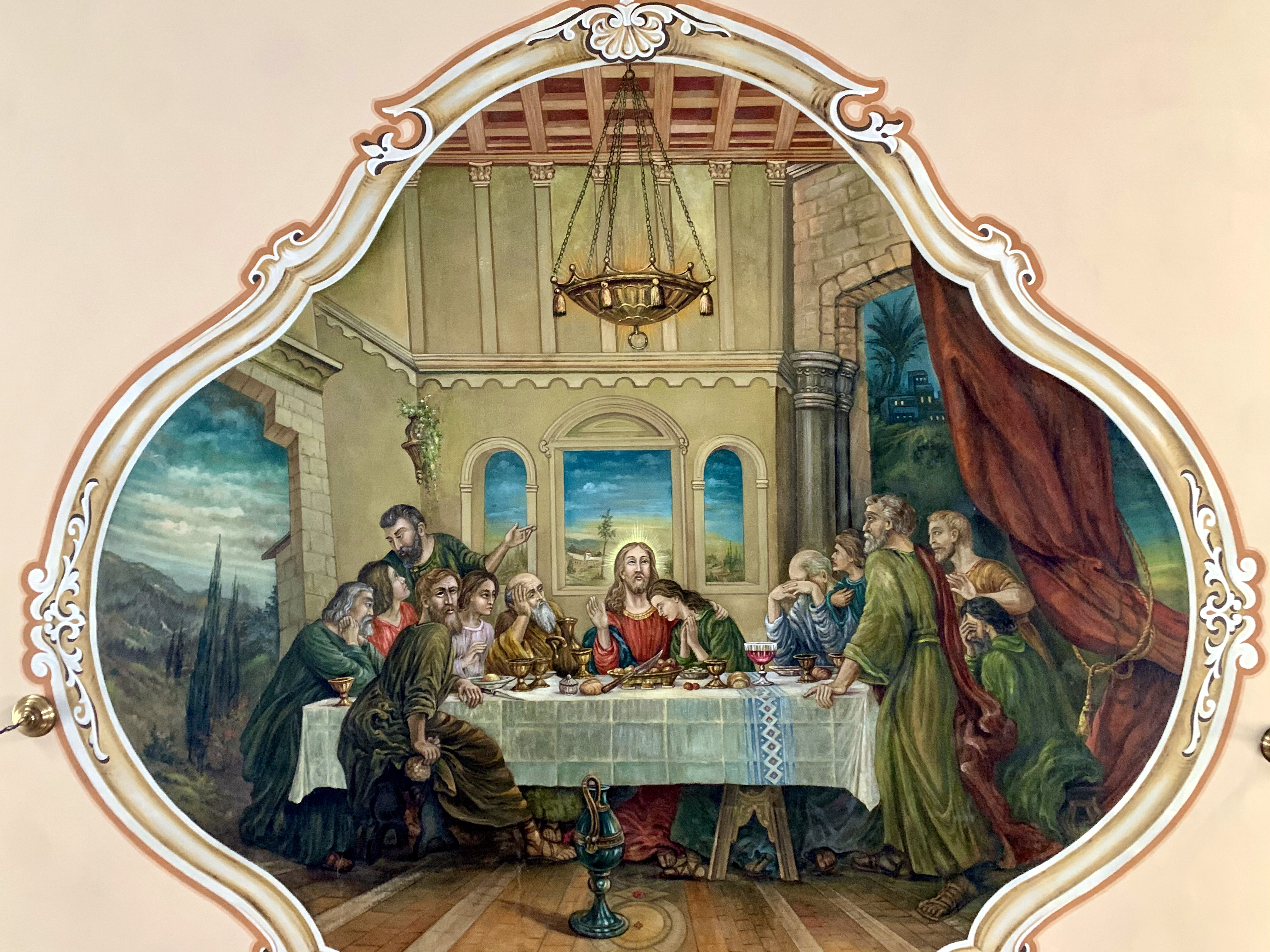
Polichromia z ostatnią wieczerzą
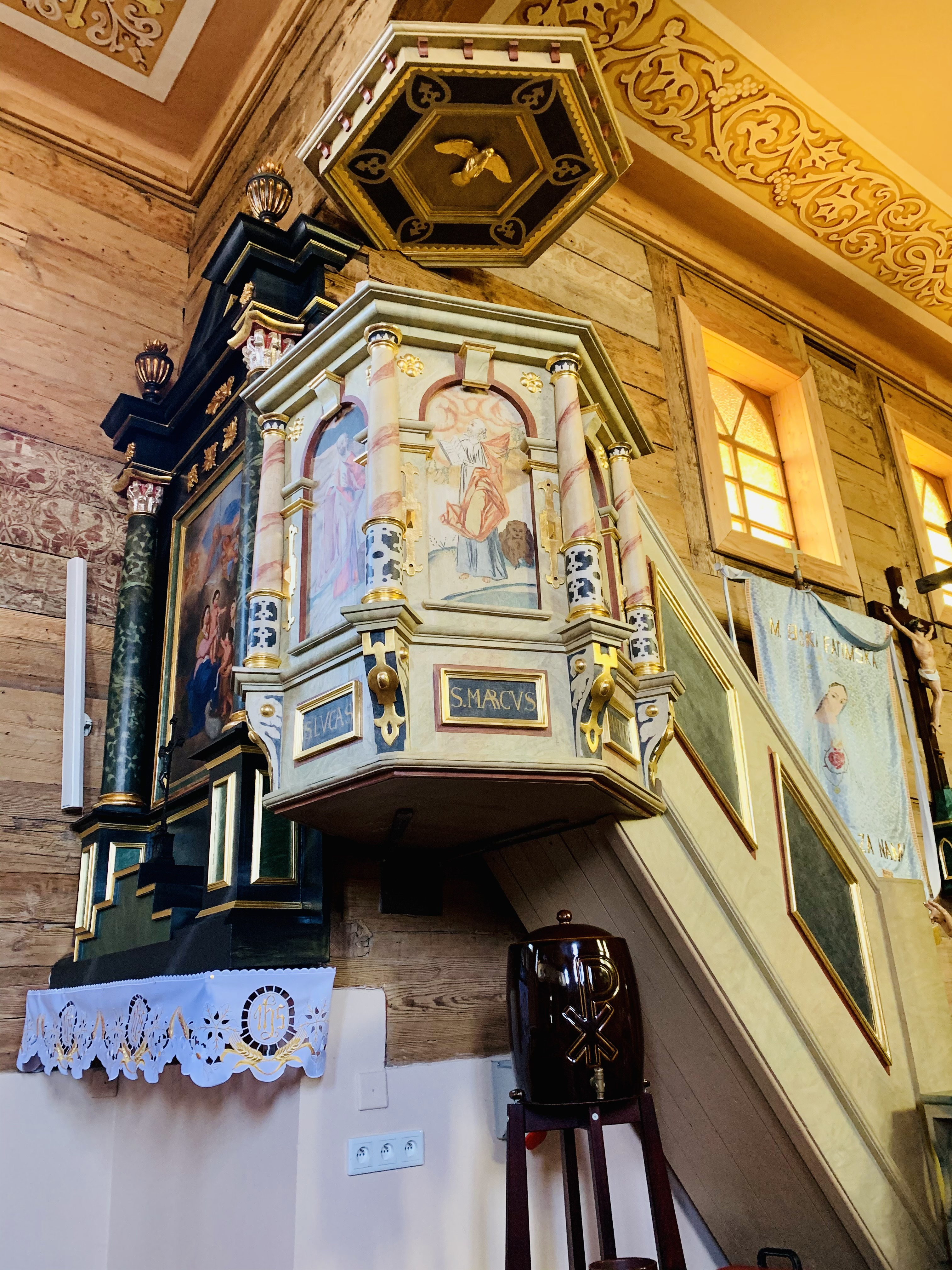
Ambona